# 長江氏
長江氏（ながえし）は、武士である日本の氏族。
1. 下記の本項を参照。
2. 清和源氏土岐氏の支流。長山頼基の孫の頼慶（岩手満頼の子）が長江遠江守と称したことからはじまる（『美濃国諸家系譜』）。
3. 藤原北家伊周流と称した大森氏族。『吾妻鏡』に長江蔵人頼隆なる人物が登場する。甲斐駿河国司の流れを汲む葛木次郎維忠と同一人物で、長江姓へ改名している。
4. 宇多源氏佐々木氏一族。佐々木行定の孫家景が長江氏を名乗る。
5. 宇多源氏馬淵一族。馬淵五郎左衛門尉広定の次子定成が長江八郎、長江入道左衛門尉の養子になり、長江氏を名乗る（『尊卑分脈』）。
6. 江州中原氏族。弘宗王の流れを汲む中原氏一族である甲府仲平の子の成家が長江氏（長江八郎）を名乗る。

長江氏（ながえし）は、桓武平氏良文流鎌倉景正を祖とする鎌倉氏の嫡流である。相模国葉山郷大山（神奈川県三浦郡葉山町）を本拠地とする。鎌倉幕府の重臣であったため戦功により所領を拡大した。やがて関東・奥州・美濃/尾張の三系統に分かれ各地で戦国大名化したが、北条氏・足利氏・伊達氏等他勢力との戦いの中で衰退し、江戸時代では各地の藩士として命脈を保った。

## 概要
長江氏初代の長江義景は、鎌倉景明の嫡子である。景明は地頭として、摂津国長江倉橋雨荘（現在の兵庫県尼崎市・大阪府豊中市）を支配し義景は摂津で育った。
その後一族の所領である葉山郷大山（現在の神奈川県葉山町長柄）へ戻り当地を治めた。そして自身が育った長江椋橋荘にちなみ長江氏を名乗り、当地を長江に改称した。
義景は源頼朝とともに石橋山の挙兵に参加し、鎌倉幕府創建の功臣となった。また、奥州藤原氏藤原泰衡討伐（奥州合戦）にも従軍し、その功により戦後、奥州桃生郡南方の深谷保（現在の宮城県石巻市）一帯を得た。
1221年（承久3年）、長江氏は承久の乱で功を挙げたため、美濃国今須に所領を得た。その後美濃国守護土岐氏に従い、守護代となった。それ以降は、美濃国国内での多くの戦乱に身を投じ、斎藤氏と守護代の地位を争う。斎藤氏を継いだ道三が戦国大名となると従い、斎藤氏没落後織田氏に従う。織田氏の没落後は蜂須賀氏に仕えて阿波国に移り、子孫は徳島藩士として続いたという。竹中重治で有名な竹中氏も長江氏の一族である。

## 主な一族
義景を初代とし、長江氏は各分家に分かれている。

### 相模葉山長江氏（本家）

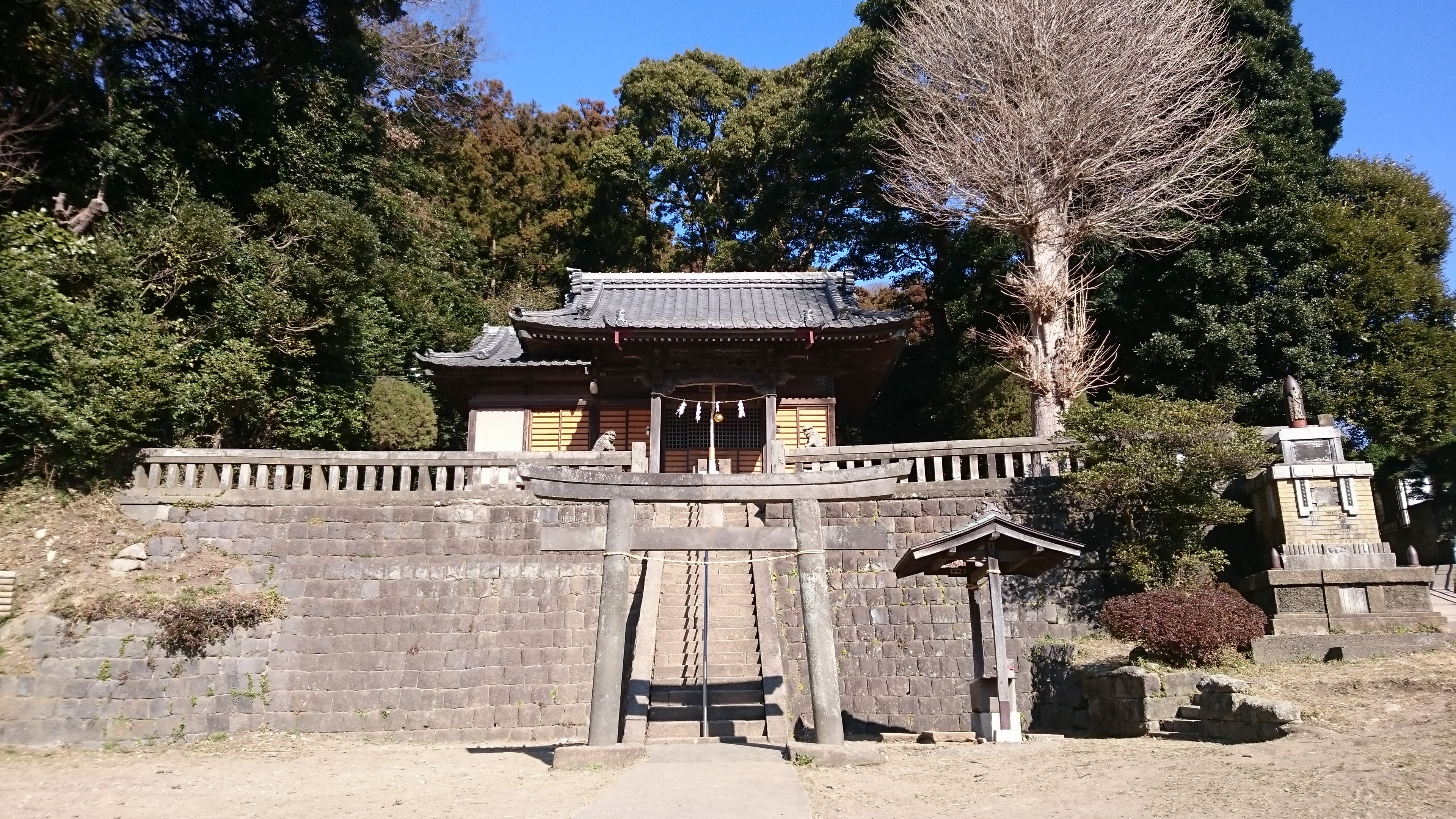
初代義景を祀る長柄御霊神社

義景死後、嫡子である明義・義重と2代にわたって本家を継承したが宝治元年（1247年）に宝治合戦で三浦氏に味方したため北条氏に敗れ断絶した。続けて義景の孫である長江景秀が本家の家督を継承した。その後鎌倉時代を通じ葉山の所領を保ったが鎌倉幕府滅亡後、当時の当主である長江八郎左衛門尉は観応の擾乱で足利直義方に味方したため足利尊氏に敗北し所領を没収された。その後の消息は不明である。

### 相模深沢長江氏
義景の孫である景家は相模国北深沢に住んでおり深沢長江氏を名乗った。しかし南深沢の地頭は同じ一族の和田氏であったため、健保元年（1213年）、和田合戦で景家は和田義盛に味方し敗北したため北深沢の領地を失った。その後長江一族であり義景の孫である景光が引き継ぎ鎌倉時代を通し所領を保った。

### 下野箱森長江氏（下野長江氏）
深沢長江氏の一族である長江景綱が箱森長江氏の初代である。2歳の時、父である景平を河内国金剛山（楠木正成が討幕の挙兵をした千早城の戦い）で亡くしたため、深沢の地を放棄して母方の実家長沼氏に養育され、長沼氏の一族宮村氏の領する下野国箱森の地に貞和3年（1332年）、17歳の時に居住した。そのため、箱森長江氏は、長沼氏の流れを汲む皆川氏に重臣として仕えることになる。現在も子孫が多く居住している。

### 美濃今須長江氏（美濃長江氏）

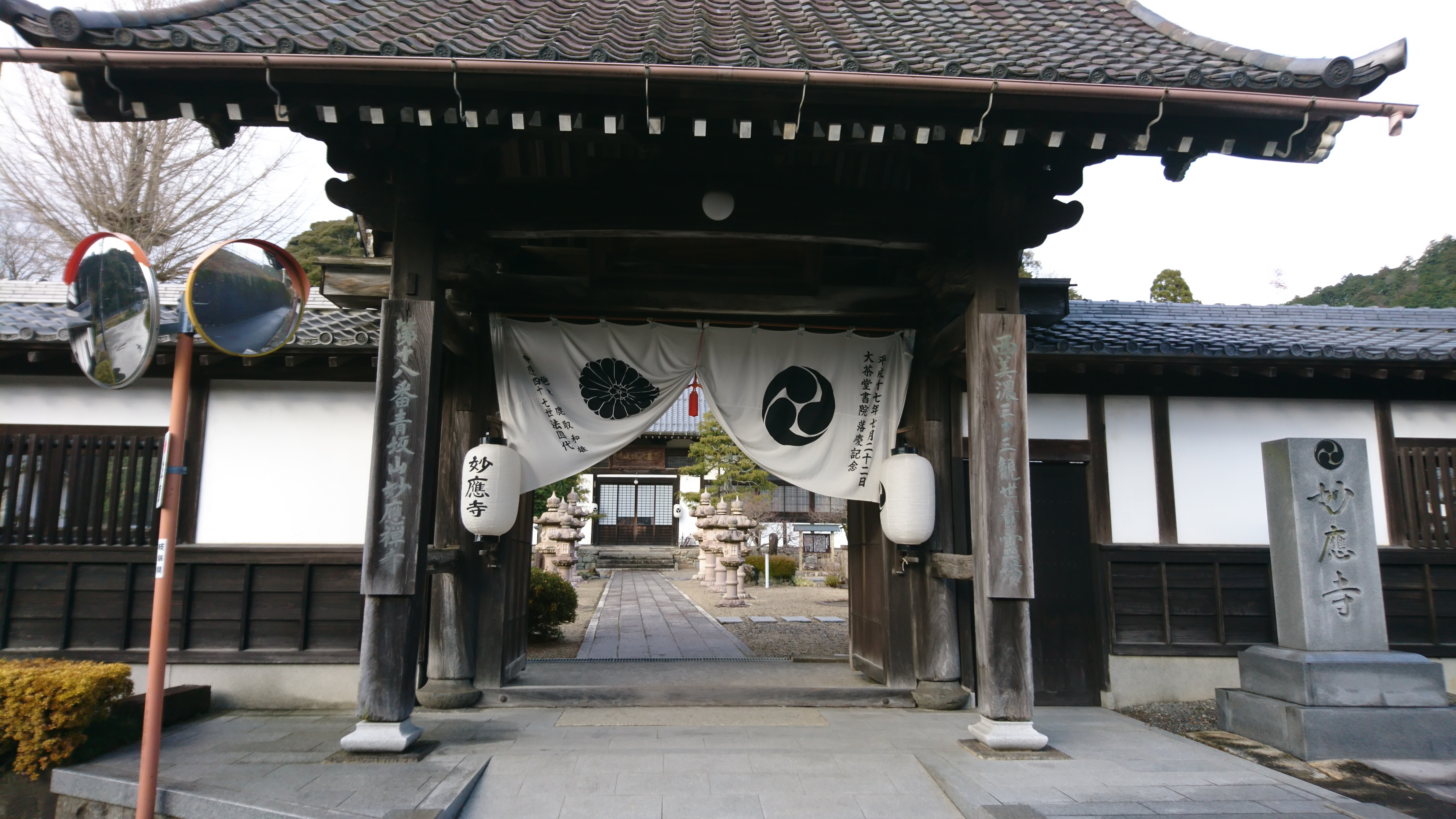
美濃今須長江氏の菩提寺である妙応寺

1221年（承久3年）、長江氏は承久の乱で功を挙げたため、美濃国今須・垂井に所領を得た。義景の孫である秀景は今須へ移住した。
長江高景の時、美濃守護代富島氏の養子になり守護代になる。応仁の乱で長江氏は東軍に属し、富島氏、京極氏とともに西軍に属した美濃守護土岐氏の家臣斎藤妙椿と戦い、高景、その子将監理、景秀、八郎、景秀の子元景は討ち死にした。ここに美濃長江氏は断絶した。高景の孫で景秀の子である利景のみ生き延び、尾張国春日井郡の落合城の近くに潜伏し、桑下城を築いて移り住んだ。これにより、尾張品野長江氏が始まった。
斎藤氏を継いだ道三が戦国大名となると従い、斎藤氏没落後織田氏に従う。織田氏の没落後は蜂須賀氏に仕えて阿波国に移り、子孫は徳島藩士として続いたという。現在も岐阜県内に多く子孫が在住している。

### 美濃長屋氏
義景のひ孫である長江行景は長屋氏を名乗った。その子である長屋景頼は長江秀景とともに美濃へ移住した。義景の子である長江明義は承久の乱で得た美濃国垂井に所領を得ていたため、長屋氏は垂井で存続した。

### 尾張品野長江氏（尾張長江氏）
美濃今須から尾張春日井郡の落合城に入った利景は、美濃国主斎藤氏の武将となり桑下城を築いた。その後品野城主となった利景は、阿弥陀ヶ峰城を築き文明14年（1482年）清州の織田氏の下の今村城主松原広長と戦い勝利したため現在の瀬戸市一帯を得た。しかし16世紀に入り、瀬戸一帯は松平清康（徳川家康祖父）によって支配される。享禄2年以降、利景は永井民部と名乗り松平氏の家老となった。その後景利・景隆と続いたが、天文4年（1534年）の松平清康暗殺に伴い、松平氏は品野から撤退し弘治3年（1557年）には今川義元の管理下に置かれ、永禄3年（1560年）に松平家が入ったが、桶狭間の戦いの前哨戦で落合城、桑下城、品野城とも織田信長の攻撃により落城し、品野長江氏は織田信長に仕えることになった。しかし織田信長の怒りに触れて蜂須賀氏に仕えた。子孫は蜂須賀家が徳島藩を立藩した後も従い藩で重臣となった。一方で一族全てが品野を離れた訳ではなく、現在も愛知県は全国で最も長江姓が多い県になっている。

### 陸奥深谷長江氏（奥州長江氏）
奥州藤原氏は奥州合戦の結果滅亡したが、その合戦に義景も加わり軍功を上げる。文治元年（1189年）、義景は桃生郡深谷保（現在の東松島市・現石巻市旧河南町に相当）を賜る。頼朝は、奥州総奉行に葛西清重を任じ、東北地方をその支配下に置いた。当時は所領を賜るといっても、実際にその土地に移住することなく、多くは一族あるいは家臣に所領の管理を任せた。長江氏が本格的に支配に乗り出したのは義景八世景次（長江孫二郎）の時と推定されている。（矢本町史）

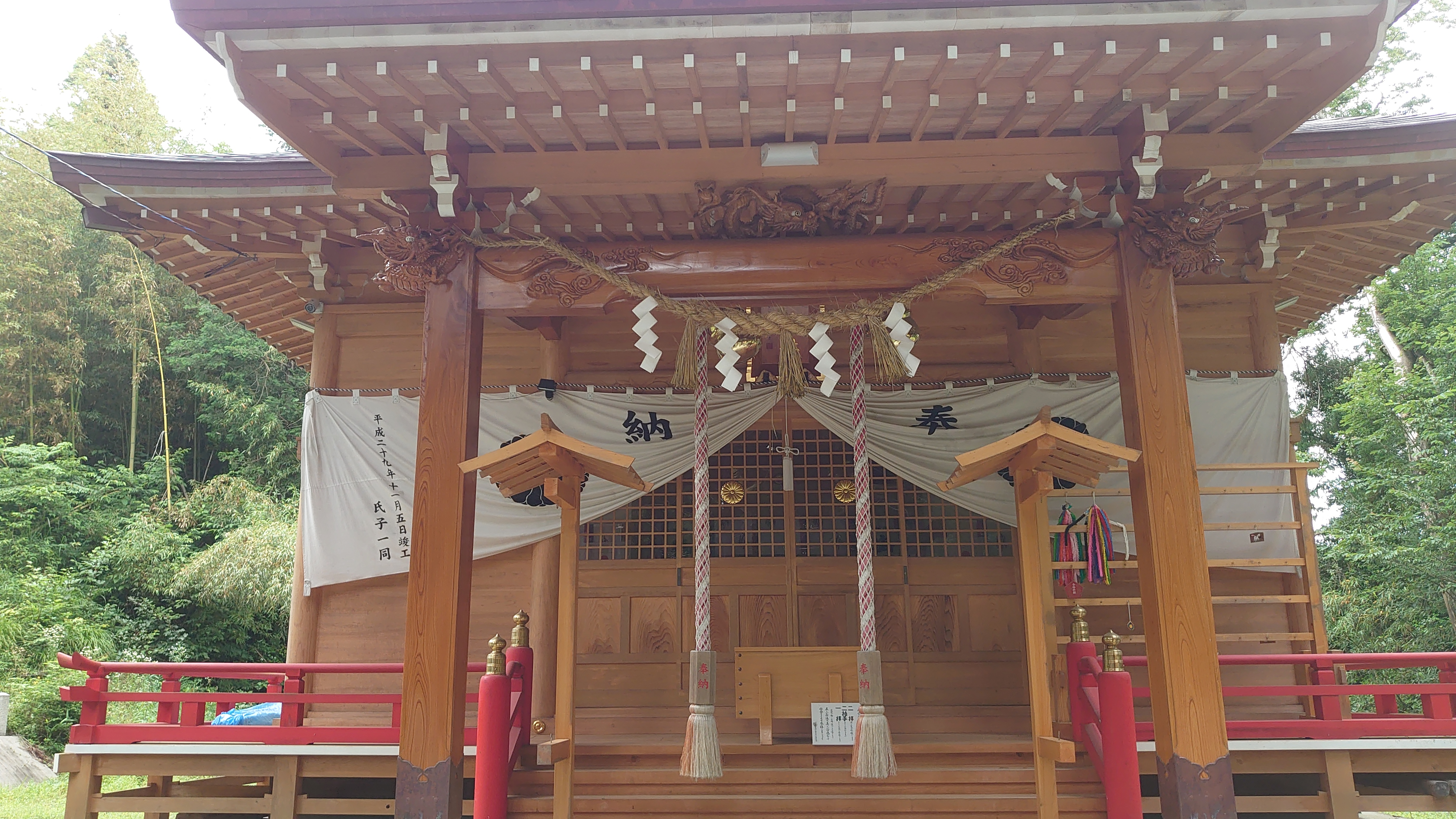
奥州長江氏により祀られた新山神社。先祖である桓武天皇第5皇女大宅内親王を祀る。

深谷長江氏は長江氏初代義景の弟である長江義員であり、深谷保小野城を本拠とした。義員は奥州総奉行葛西清重の三男清員を養子に迎えた。14世紀の奥州探題大崎氏の全盛時代には大崎氏に臣従していたが、15世紀になると葛西・大崎氏からの圧力に耐えきれず伊達持宗の傘下に入った。戦国末期、深谷長江氏最後の当主である長江勝景（別名月鑑斎）は領土を三分割した。1/3を弟の家重（矢本城主、矢本氏を名乗る。なお子孫は豪農となり衆議院議員を務めた。参照：矢本平之助）に渡し浅井城に住まわせ三分一所氏とした。
後に兄弟で内紛が生じ、勝景は矢本氏を攻めた。天正19年（1591年）には伊達氏と対立する最上氏に内通したとの嫌疑を政宗にかけられ、秋保郷（宮城県仙台市太白区）で秋保定重に殺された。その後生き残った三分一所家景は伊達氏に降伏し、渡邊讃岐と改名するが景益の時に三分一所氏に復帰した。その後は仙台藩士として存続した。